# St. Marienkirchen am Hausruck
St. Marienkirchen am Hausruck, Sankt Marienkirchen am Hausruck – gmina w Austrii, w kraju związkowym Górna Austria, w powiecie Ried im Innkreis. Liczy 844 mieszkańców (1 stycznia 2015).